# 펠로우 남작부인 제인 펠로우
펠로우 남작부인 신시아 제인 펠로우(Cynthia Jane Fellowes, Baroness Fellowes, 1957년 2월 11일 ~ )은 웨일스 공비 다이애나의 작은언니이다.